# 로스트의 캐스팅 목록

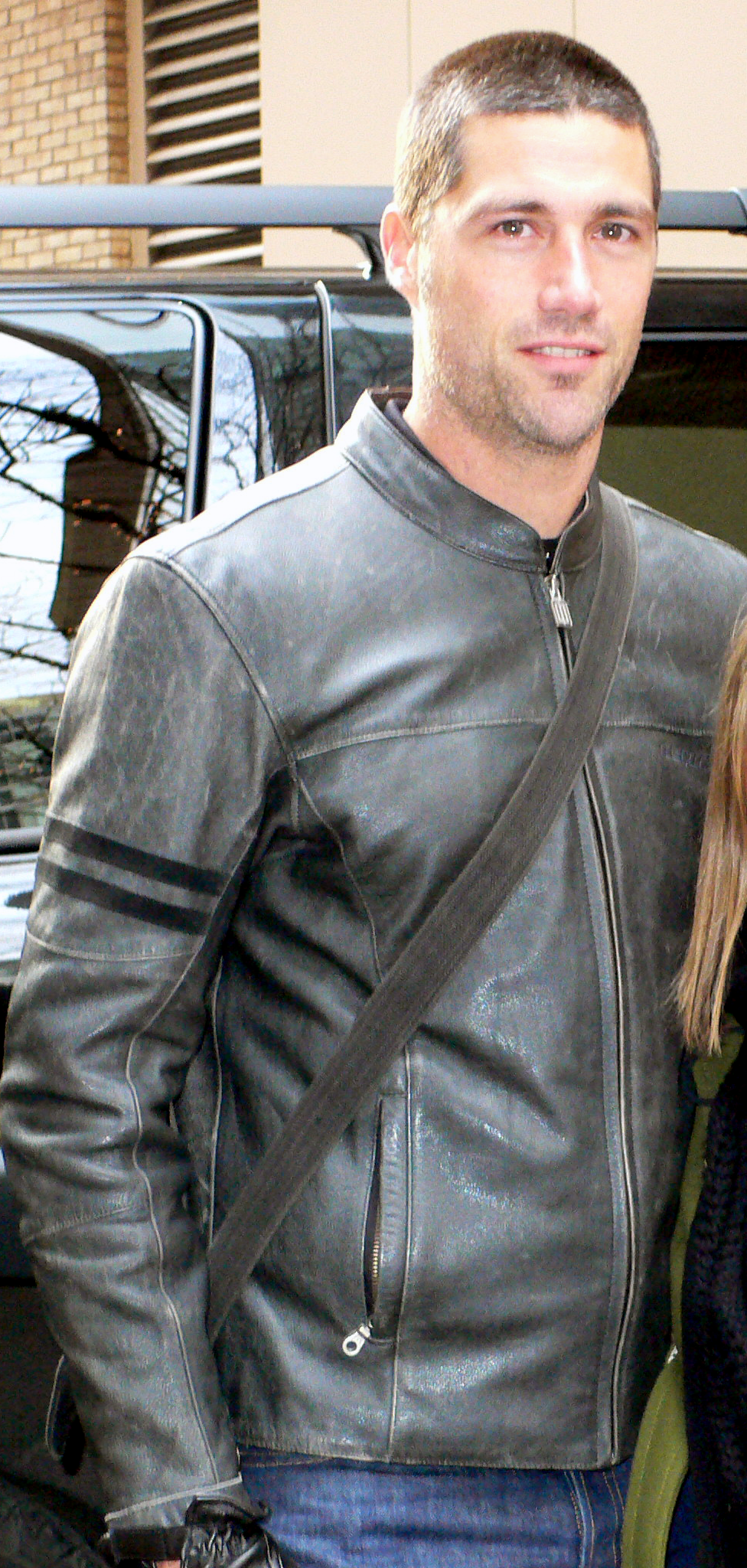
매튜 폭스는 시즌 1부터 단골로 등장해 왔다

이 문서에서는 미국의 드라마 로스트의 캐스팅 목록을 나열한다.

## 캐스팅 목록
|  | 주연 |

|  | 조연 |

|  | 등장 없음 |

|  | 정보 없음 |

| Character                   | 시즌 별 나눔               | 시즌 별 나눔                    | 시즌 별 나눔                    | 시즌 별 나눔               | 시즌 별 나눔               | 시즌 별 나눔               |
| Character                   | 시즌 1 (2004-2005)         | 시즌 2 (2005-2006)              | 시즌 3 (2006-2007)              | 시즌 4 (2008)              | 시즌 5 (2009)              | 시즌 6 (2010)              |
| 주요 오세아닉 815 생존자들  | 주요 오세아닉 815 생존자들 | 주요 오세아닉 815 생존자들      | 주요 오세아닉 815 생존자들      | 주요 오세아닉 815 생존자들 | 주요 오세아닉 815 생존자들 | 주요 오세아닉 815 생존자들 |
| --------------------------- | -------------------------- | ------------------------------- | ------------------------------- | -------------------------- | -------------------------- | -------------------------- |
| 케이트 오스틴               | 에반젤린 릴리              | 에반젤린 릴리                   | 에반젤린 릴리                   | 에반젤린 릴리              | 에반젤린 릴리              | [ 1 ]                      |
| 분 칼라일                   | 이언 서머핼더              |                                 |                                 |                            |                            | [ 2 ]                      |
| 아나 루시아 코르테츠        | 미셸 로드리게스            |                                 |                                 |                            |                            |                            |
| 마이클 도슨                 | 해럴드 페리네우            | 해럴드 페리네우                 |                                 |                            |                            | [ 3 ]                      |
| 미스터 에코                 |                            | 애디왈레이 애키누에이아그바제이 | 애디왈레이 애키누에이아그바제이 |                            |                            |                            |
| 니키 페르난데즈             |                            |                                 | 킬리 샌체즈                     |                            |                            |                            |
| 제임스 소이어 포드          | 조시 홀러웨이              | 조시 홀러웨이                   | 조시 홀러웨이                   | 조시 홀러웨이              | 조시 홀러웨이              | 조시 홀러웨이              |
| 사이드 자라                 | 나빈 앤드루스              | 나빈 앤드루스                   | 나빈 앤드루스                   | 나빈 앤드루스              | 나빈 앤드루스              | 나빈 앤드루스              |
| 권진수                      | 대니얼 대 김               | 대니얼 대 김                    | 대니얼 대 김                    | 대니얼 대 김               | 대니얼 대 김               | 대니얼 대 김               |
| 권선화                      | 김윤진                     | 김윤진                          | 김윤진                          | 김윤진                     | 김윤진                     | 김윤진                     |
| 클레어 리틀턴               | 에밀리 드 라빈             | 에밀리 드 라빈                  | 에밀리 드 라빈                  | 에밀리 드 라빈             |                            | [ 4 ]                      |
| 월트 로이드                 | 맬컴 데이비드 켈리         |                                 |                                 |                            |                            |                            |
| 존 로크                     | 테리 오 퀸                 | 테리 오 퀸                      | 테리 오 퀸                      | 테리 오 퀸                 | 테리 오 퀸                 | 테리 오 퀸                 |
| 찰리 페이스                 | 도미닉 모나한              | 도미닉 모나한                   | 도미닉 모나한                   |                            |                            | [ 5 ]                      |
| 파울루                      |                            |                                 | 호드리구 산토루                 |                            |                            |                            |
| 휴고 헐리 레예스            | 조지 가르시아              | 조지 가르시아                   | 조지 가르시아                   | 조지 가르시아              | 조지 가르시아              | 조지 가르시아              |
| 섀넌 러더퍼드               | 매기 그레이스              | 매기 그레이스                   |                                 |                            |                            | [ 6 ]                      |
| 잭 셰퍼드                   | 매슈 폭스                  | 매슈 폭스                       | 매슈 폭스                       | 매슈 폭스                  | 매슈 폭스                  | 매슈 폭스                  |
| 엘레자베스 리비 스미스      |                            | 신디아 와트로스                 |                                 |                            |                            | [ 3 ]                      |
| 그 외 오세아닉 815 생존자들 |                            |                                 |                                 |                            |                            |                            |
| 레슬리 아츠                 | 다니엘 로에버크            |                                 |                                 |                            |                            |                            |
| 신디 샌들러                 | 킴벌리 조지프              | 킴벌리 조지프                   | 킴벌리 조지프                   |                            |                            |                            |
| 네일 프로거트               |                            |                                 |                                 |                            | 신 왈렌                    | 신 왈렌                    |
| 로즈 핸더슨                 | L. 스코트 카드웰           | L. 스코트 카드웰                | L. 스코트 카드웰                | L. 스코트 카드웰           | L. 스코트 카드웰           | L. 스코트 카드웰           |
| 애런 리틀턴                 | 다인 일역                  | 다인 일역                       | 다인 일역                       | 다인 일역                  | 윌리엄 블란체트            |                            |
| 마셸 에드워드 마스          | 프레데릭 렌                | 프레데릭 렌                     | 프레데릭 렌                     |                            |                            |                            |
| 버나드 나들러               |                            | 샘 앤더슨                       | 샘 앤더슨                       | 샘 앤더슨                  | 샘 앤더슨                  | 샘 앤더슨                  |
| 빈센트                      | 메디슨 and Pono            | 메디슨 and Pono                 | 메디슨 and Pono                 | 메디슨 and Pono            | 메디슨 and Pono            | [ 9 ]                      |
| 아더스                      |                            |                                 |                                 |                            |                            |                            |
| 리차드 알파트               |                            |                                 | 네스터 카르보넬                 | 네스터 카르보넬            | 네스터 카르보넬            | [ 4 ]                      |
| 미하일 바쿠닌               |                            |                                 | 앤드류 디보프                   |                            |                            | [ 10 ]                     |
| 줄리엣 버크                 |                            |                                 | 엘리자베스 미첼                 | 엘리자베스 미첼            | 엘리자베스 미첼            | [ 11 ]                     |
| 도겐                        |                            |                                 |                                 |                            |                            | 사나다 히로유키            |
| 톰 프렌들리                 | M.C. 겐리                  | M.C. 겐리                       | M.C. 겐리                       | M.C. 겐리                  |                            |                            |
| 엘로이스 호킹               |                            |                                 | 피오눌라 플라나간               |                            |                            | [ 12 ]                     |
| 제이콥                      |                            |                                 |                                 |                            | 마크 펠레그리노            | 마크 펠레그리노            |
| 비 클루그                   |                            | 에이플 그레이스                 | 에이플 그레이스                 |                            |                            |                            |
| 벤자민 라이너스             |                            | 마이클 에멀슨                   |                                 |                            |                            |                            |
| 칼 마틴                     |                            |                                 | 블레이크 배쉬오프               | 블레이크 배쉬오프          |                            |                            |
| 데니 피켓                   |                            | 마이클 보웬                     | 마이클 보웬                     |                            |                            |                            |
| 라이안 프라이스             |                            |                                 | 브라이언 굿맨                   |                            |                            |                            |
| 이든 롬                     | 윌리엄 마포터              | 윌리엄 마포터                   | 윌리엄 마포터                   |                            |                            |                            |
| 알렉스 루소                 |                            | 타니아 레이몬드                 | 타니아 레이몬드                 | 타니아 레이몬드            | 타니아 레이몬드            | 타니아 레이몬드            |
| 굿윈 스텐호프               |                            | 브레스 쿨렌                     | 브레스 쿨렌                     | 브레스 쿨렌                |                            |                            |
| 찰스 위드모어               |                            | 알렌 달레                       | 알렌 달레                       | 알렌 달레                  | 알렌 달레                  | [ 13 ]                     |
| 카하나                      |                            |                                 |                                 |                            |                            |                            |
| 나오미 도릿                 |                            |                                 | 마샤 토머슨                     | 마샤 토머슨                | 마샤 토머슨                |                            |
| 다니엘 파라데이             |                            |                                 |                                 | 제레미 데이비스            | 제레미 데이비스            | [ 14 ]                     |
| 걸트 선장                   |                            |                                 |                                 | 그랜트 보러                |                            |                            |
| 마틴 키미                   |                            |                                 |                                 | 케빈 듀란드                |                            | [ 10 ]                     |
| 프랭크 라피두스             |                            |                                 |                                 | 제프 파헤이                | 제프 파헤이                | [ 4 ]                      |
| 샬로트 루이스               |                            |                                 |                                 | 레베카 마더                | 레베카 마더                | [ 15 ]                     |
| 조지 민코스키               |                            |                                 | 정보 없음 (목소리)              | 피셔 스티븐스              |                            |                            |
| 오마                        |                            |                                 |                                 | 앤소니 아지지              |                            | [ 10 ]                     |
| 레이                        |                            |                                 |                                 | 마크 반                    |                            |                            |
| 레지나                      |                            |                                 |                                 | 조에 벨                    |                            |                            |
| 마일스 스트라움             |                            |                                 |                                 | 켄 렁                      | 켄 렁                      | 켄 렁                      |
| 달마 이니셔티브             |                            |                                 |                                 |                            |                            |                            |
| 아미                        |                            |                                 |                                 |                            | 레이코 아옐스워쓰          |                            |
| 라라 창                     |                            |                                 |                                 |                            | 레슬리 이쉬                |                            |
| 피에르 창                   |                            | 프란초이스 차우                 | 프란초이스 차우                 | 프란초이스 차우            | 프란초이스 차우            | 프란초이스 차우            |
| 호레이스 굿스피드           |                            |                                 | 도그 헛치슨                     | 도그 헛치슨                | 도그 헛치슨                |                            |
| 로저 라이너스               |                            |                                 | 존 그리스                       |                            |                            |                            |
| 필                          |                            |                                 |                                 |                            | Patrick Fischler           |                            |
| 스튜어트 레드진스키         |                            |                                 |                                 |                            | 에릭 렌지                  |                            |
| 그 외 섬 거주자들           |                            |                                 |                                 |                            |                            |                            |
| 브람                        |                            |                                 |                                 |                            | Brad William Henke         | Brad William Henke         |
| 시저                        |                            |                                 |                                 |                            | 사이드 태그마오위          |                            |
| 앤소니 쿠퍼                 | 케빈 타이그                | 케빈 타이그                     | 케빈 타이그                     |                            |                            | 케빈 타이그                |
| 데스몬드 흄                 |                            | 헨리 이안 쿠식                  | [ 4 ]                           | [ 4 ]                      | [ 4 ]                      | [ 4 ]                      |
| 일라나                      |                            |                                 |                                 |                            | 줄레이카 로빈슨            | [ 4 ]                      |
| 다니엘 루소                 | 미라 퓰란                  | 미라 퓰란                       | 미라 퓰란                       | 미라 퓰란                  | 멜리샤 파먼                | 미라 퓰란                  |
| 그 밖의 캐릭터              |                            |                                 |                                 |                            |                            |                            |
| 매튜 아반돈                 |                            |                                 |                                 | 레이스 레디크              | 레이스 레디크              |                            |
| 디안 잔센                   | 베스 브로데릭              | 베스 브로데릭                   | 베스 브로데릭                   | 베스 브로데릭              |                            |                            |
| 나디아 자짐                 | 안드레 가브리엘            | 안드레 가브리엘                 | 안드레 가브리엘                 | 안드레 가브리엘            | 안드레 가브리엘            | [ 4 ]                      |
| 수지 라젠바이               |                            | 그리셀 톨레도                   |                                 |                            |                            |                            |
| 이재혁                      |                            | 토니 리                         | 토니 리                         |                            |                            |                            |
| 캐롤 리틀턴                 |                            |                                 | 알렌 뉴멘반 아스페렌            | 수산 Duerden               | 수산 Duerden               |                            |
| 랜디 네이션스               | 빌리 레이 갈리온           | 빌리 레이 갈리온                | 빌리 레이 갈리온                | 빌리 레이 갈리온           |                            | [ 16 ]                     |
| 헬렌 노우드                 |                            | 케티 사갈                       |                                 |                            |                            | [ 17 ]                     |
| 리암 페이스                 | 네일 홉킨스                | 네일 홉킨스                     | 네일 홉킨스                     |                            |                            |                            |
| 미스터 백                   | 바이론 정                  |                                 |                                 |                            |                            |                            |
| 미스 백                     |                            | 준 쿄코 루                      |                                 |                            |                            |                            |
| 캐시디 필립스               |                            | 김 딕켄스                       | 김 딕켄스                       |                            |                            |                            |
| 칼멘 레예스                 | 릴리안 허스트              | 릴리안 허스트                   | 릴리안 허스트                   | 릴리안 허스트              | 릴리안 허스트              |                            |
| 데이비드 레예스             |                            |                                 | 치치 마린                       | 치치 마린                  | 치치 마린                  |                            |
| 크리스찬 셰퍼드             | 존 테리                    | 존 테리                         | 존 테리                         | 존 테리                    | 존 테리                    | [ 13 ]                     |
| 사라 셰퍼드                 | 줄리 보웬                  | 줄리 보웬                       | 줄리 보웬                       |                            |                            |                            |
| 페넬로페 페니 위드모어      |                            | 소냐 왈거                       | 소냐 왈거                       | 소냐 왈거                  | 소냐 왈거                  | [ 18 ]                     |
| 예미                        |                            | 아데토쿰보 M'코르마크           | 아데토쿰보 M'코르마크           |                            |                            |                            |